# HMS Hälsingborg (J13)
HMS Hälsingborg (J13) var en stadsjagare i svenska flottan som byggdes på Götaverken och sjösattes 23 mars 1943 som den tredje av fyra jagare i Visby-klassen. Alla fyra fartygen i Visby-klassen byggdes om till fregatter mellan 1964 och 1966. Hälsingborg blev tillsammans med systerfartyget HMS Kalmar (J14) föremål för de minst omfattande förändringarna. Fartyget utrangerades 1 juli 1978, och skrotades år 1979 i Göteborg.

## Utformning och bestyckning

HMS Hälsingborgs vapen.

Hälsingborg var 97,5 meter lång och 9,2 meter bred. Skrovet var byggt av stål medan överbyggnaderna var byggda av lättmetall. Den huvudsakliga överbyggnaden stod strax för om midskepps och inrymde bland annat manskapskök, styrhytt och manövreringshytt samt kommandobrygga. Maskineriet bestod av tre oljeeldade ångpannor typ Penhoët A som genererade ånga åt två stycken de Laval ångturbiner på 36 000 hästkrafter, vilka i sin tur drev två propellrar. Detta maskineri gav fartygen en maxhastighet av 39 knop. Huvudartilleriet bestod av tre stycken 12 cm kanoner m/24 och det övriga luftvärnet utgjordes av åtta 40 mm luftvärnsautomatkanoner m/36. Dessutom fanns luftvärnskulsprutor och torpedtuber, och drygt 40 minor och 16 sjunkbomber kunde medföras.

## Historia
Hälsingborg byggdes på Götaverken i Göteborg, som även hade byggt systerfartyget HMS Visby (J11). Fartyget sjösattes den 23 mars 1943 och levererades till marinen 30 november 1943. Efter leveransen sattes Hälsingborg in i kustflottan, där hon tjänstgjorde under återstoden av andra världskriget.

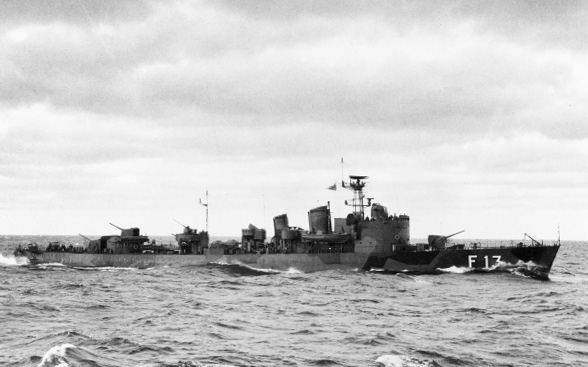
Hälsingborg som fregatt.

### Ombyggnad
I början av 1960-talet genomgick Hälsingborg en ombyggnation. Huvudartilleriet behölls medan luftvärnsautomatkanonerna m/36 byttes ut mot de modernare m/48, vilket medförde att det aktra torpedtubsstället behövde tas bort så det förliga utökades till att rymma fem tuber. Minkapaciteten utökades till 130 minor. År 1965 omklassades fartyget till fregatt.

### Utrangering
Hälsingborg utrangerades den 1 juli 1978, vartefter hon år 1979 såldes för skrotning i Göteborg. Fartygets skeppsklocka och vapensköld är nu uppsatta vid ingången till bröllopskapellet i Helsingborgs rådhus.